# 甘尼森河
甘尼森河（英語：Gunnison River）是科羅拉多河的一条支流，长164英里（264），位于美國西南部的科罗拉多州。它是科羅拉多河的第五大支流，平均流量为4320 ft³/s (122 m³/s)。